# 1947年の日本競馬
1947年の日本競馬（1947ねんのにほんけいば）では、1947年（昭和22年）の日本競馬界についてまとめる。
馬齢は旧表記で統一する。
1946年の日本競馬 - 1947年の日本競馬 - 1948年の日本競馬

## できごと

### 1月 - 3月
- 1月23日 - 日本競馬会は主務省の認可を受けて勝馬投票指定を改正、前売制度を導入した[1]。
- 2月5日 - 宮内府は、日本競馬会より提出されていた「帝室御賞典下賜願い」に対して「お差し控え」の通知を下す。このため、同年春の帝室御賞典は「平和賞」の名で行われた[2]。
- 3月1日 - 元日本レースクラブの正会員C・H・モースは、内山岩太郎神奈川県知事から社団法人インターナショナルレースクラブの設立認可を受けた。モース理事長らは5月21日に石橋湛山大蔵大臣あてに横浜競馬場の2年間の貸付申請を行い、日本競馬会と対立した[2]。

### 4月 - 6月
- 4月25日 - 日本装蹄学校が創立される[2]。
- 5月4日 - 福島県馬匹組合連合会主催で、福島競馬場にて地方競馬が6日間開催される[3]。
- 5月10日 - 畜産局内に競馬課が設置される[2]。
- 5月21日
  - 日本競馬会理事会において、連勝式投票券（フォーカスト）の発売が提案される。のちの6月26日に農林省は省令第57号をもって競馬法施行規則を改正し、連勝式投票法の採用を「付則」で「昭和22年6月26日からこれを施行する」と告示した[4]。
  - 家畜衛生試験場官制が公布される[4]。
- 6月24日 - 岩見沢競馬場で、中央馬事会主催の連合競馬が開催される。連合競馬はその後戸塚競馬場（7月12日・12月9日）、霞ヶ浦競馬場（8月17日）、岡崎競馬場（11月29日）、長岡競馬場（11月29日）で行われている[4]。
- 6月25日 -  サラブレッド協会北海道支部の支部長鎌田三郎は「サラブレッド3歳馬の競走出走制限撤廃に関する陳情書」を日本競馬会に送付した。これをうけて日本競馬会は8月26日に制限撤廃を決議したが、主務省はこれに対して「時期尚早」として、撤廃ではなく制限回数を4回から6回に緩和する方向にとどめた[4]。
- 6月28日 - 日本競馬会は資本金300万円を出資して、日本馬匹輸送株式会社の設立準備を行った。同社は8月16日に設立され、その後9月に日本競馬会の副理事長であった加納久朗を社長に迎え入れて事業を開始した[4]。

### 7月 - 9月
- 7月3日 - 日本競馬会とインターナショナルレースクラブの間で権利の取り合いになっている横浜競馬場について、笹山茂太郎農林次官は大蔵次官にあて「横浜競馬場の払下げ先は旧所有者である日本競馬会に決定した」と通牒した[5]。
- 7月4日 - 札幌競馬場で行われた戦後第1回競馬（春季）において、連勝式（フォーカスト）が初めて発売される[6]。

### 10月 - 12月
- 10月4日 - 日本競馬会は宮内府長官にあて「帝室御賞典下賜方」を申請、これに対し宮内府は競走前日の10月16日に「御紋は楯一個を賜り、それを優勝楯として天皇賞とされることを許します」と口頭で伝達した。これにより、10月17日に初の「天皇賞」が開催された[4]。
- 10月12日 - 東京競馬場で第1回セントライト記念が行われる。第1回の優勝馬はイーストパレード、優勝騎手は小西喜蔵[7]。
- 11月9日 - 中山競馬場で第1回カブトヤマ記念が行われる。第1回の優勝馬はトキツカゼ、優勝騎手は佐藤嘉秋[5]。
- 11月13日 - 益田競馬場が開設される[7]。
- 12月23日 - 片山哲内閣は「競馬制度の改正に関する件」として、「従来の日本競馬会が行ってきた競馬は政府が行う」「従来の馬匹組合連合会（または馬匹組合）の行ってきた競馬は都道府県が主務大臣の認可を受けて行う」など7項目が閣議決定された[7]。

### その他
- 北海道北見競馬場、大阪府大阪競馬場、兵庫県淡路競馬場、島根県出雲大社競馬場、香川県高松競馬場が開設される[7]。
- 埼玉県春日部競馬場が閉鎖される[7]。

## 競走成績

### 公認競馬の主な競走
- 第7回桜花賞（京都競馬場・5月4日）優勝：ブラウニー（騎手：武田文吾）
- 第7回農林省賞典（東京競馬場・5月11日）優勝：トキツカゼ（騎手：佐藤嘉秋）
- 第15回平和賞（京都競馬場・5月11日） 優勝：オーライト（騎手：元石正雄）
- 第14回東京優駿競走（日本ダービー）（東京競馬場・6月8日) 優勝：マツミドリ（騎手：田中康三）
- 第16回天皇賞（秋）（東京競馬場・10月17日） 優勝：トヨウメ（騎手：小林善衛）
- 第8回優駿牝馬（オークス）（東京競馬場・10月19日) 優勝：トキツカゼ（騎手：佐藤嘉秋）
- 第8回農林省賞典四歳馬（京都競馬場・10月19日） 優勝：ブラウニー（騎手：土門健司）

### 障害競走
- 第20回中山大障害（秋）（中山競馬場・12月14日）優勝 : ニユージヤパン（騎手 : 小桧山悦雄）

## 誕生
この年に生まれた競走馬は1950年のクラシック世代となる。

### 競走馬
- 3月15日 - クモノハナ
- 4月2日 - ウイザート
- 4月5日 - トサミツル
- 4月12日 - タカクラヤマ
- 5月6日 - コマミノル
- 5月12日 - ハタカゼ
- 5月23日 - ハイレコード
- 不明 - ニユーバラツケー、ライジングフレーム

### 人物
- 1月19日 - 田子冬樹 騎手、調教師（JRA）
- 2月25日 - 楠孝志 騎手（JRA）
- 4月11日 - 小島太 騎手、調教師（JRA）
- 4月21日 - 加藤敬二 調教師（JRA）
- 5月3日 - 福島信晴 騎手、調教師（JRA）
- 6月17日 - 和田正道 調教師（JRA）
- 6月21日 - 二本柳俊一 調教師（JRA）
- 7月31日 - 平井雄二 騎手、調教師（JRA）
- 9月27日 - 尾形充弘 調教師（JRA）
- 10月7日 - 安田富男 騎手（JRA）
- 10月15日 - 池上昌弘 騎手、調教師（JRA）
- 10月17日 - 田島良保 騎手、調教師（JRA）
- 10月30日 - 岩元市三 騎手、調教師（JRA）
- 12月14日 - 清水英次 騎手（JRA）